# Rademacher-eloszlás
A valószínűségszámítás elméletében és a statisztika területén a Rademacher-eloszlás olyan diszkrét valószínűség-eloszlás, melynél 50% esélye van az 1 értéknek, és 50% esélye van a -1 értéknek.
A Rademacher-eloszlást a “bootstrapping”-nél használják.
A bootstrapping az a módszer, mellyel bármely mintavételen alapuló statisztikánál meg lehet becsülni a mérés pontosságát.
A valószínűség tömegfüggvénye
{\displaystyle f(k)=\left\{{\begin{matrix}1/2&{\mbox{ha }}k=-1,\\1/2&{\mbox{ha }}k=+1,\\0&{\mbox{egyébként}}\end{matrix}}\right.}
Ez felírható a Dirac-delta függvénnyel is:
{\displaystyle f(k)={\frac {1}{2}}\left(\delta \left(k-1\right)+\delta \left(k+1\right)\right).}

## Kapcsolódó eloszlások
Bernoulli-eloszlás: Ha X Rademacher-eloszlású, akkor {\displaystyle {\frac {X+1}{2}}}-nek Bernoulli(1/2)-eloszlása van.

## Néhány jellemző
- Medián=0
- Középérték=0
- Szórásnégyzet=1
- Ferdeség=0
- Entrópia=ln(2)
- Karakterisztikus függvény=cos(t)